# F. H. Luce

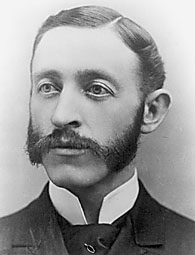
F. H. Luce

Frank H. Luce (* 26. Mai 1859 in Chippewa Falls, Wisconsin; † 4. Februar 1937 in Seattle, Washington) war ein US-amerikanischer Politiker. Zwischen 1893 und 1897 war er Vizegouverneur des Bundesstaates Washington.

## Werdegang
Nach einem Medizinstudium am New York Medical College und seiner Zulassung als Arzt praktizierte F. H. Luce zwischen 1883 und 1886 in Springfield (Illinois) in diesem Beruf. Zwischenzeitlich war er auch in anderen Städten in Illinois tätig. Im Jahr 1886 zog er nach Tacoma im Washington-Territorium, wo er auch als National Bank Examiner arbeitete. Politisch schloss er sich der Republikanischen Partei an.
Nach dem Beitritt Washingtons zur Union saß er zwischen 1889 und 1892 im dortigen Staatssenat. 1892 wurde Luce an der Seite von Elisha P. Ferry zum Vizegouverneur von Washington gewählt. Dieses Amt bekleidete er zwischen 1893 und 1897. Dabei war er Stellvertreter des Gouverneurs und Vorsitzender des Staatssenats. Nach seiner Zeit als Vizegouverneur arbeitete Luce im Bankgewerbe und in der Immobilienbranche. Zwischen 1916 und 1923 war er Vizepräsident der National Bank of Commerce in Seattle. Er starb am 4. Februar 1937 in Seattle.